# Костелло, Фрэнк
Фрэнк Костелло (англ. Frank Costello; настоящее имя — Франческо Кастилья; итал. Francesco Castiglia, 26 января 1891, Кассано-алло-Йонио, Калабрия — 18 февраля 1973, Нью-Йорк, Нью-Йорк) — американский гангстер итальянского происхождения. Прозванный «Премьер-министром преступного мира», он являлся одним из самых могущественных и влиятельных боссов мафии в США. Длительное время возглавлял «семью Лучано», позже названную семьей Дженовезе.

## Ранний период
Фрэнк Костелло родился в горной деревне Кассано-алло-Йонио, Италия в 1891 году. В 1895 году он, вместе с матерью и братом Эдвардом в порядке воссоединения семьи уехал в США. Там семью встретил отец, который переехал в США несколькими годами ранее и имел бакалейную лавку в Восточном Гарлеме. Уже в детстве был вовлечен в преступную деятельность братом Эдвардом. В 13 лет Костелло стал членом местной банды и тогда же изменил имя на Фрэнки. Поначалу совершал мелкие преступления, а в 1908 и 1912 годах его пытались привлечь к уголовной ответственности за разбой, но в обоих случаях он был освобожден за недостатком улик. В 1914 году Костелло женился на Лоретте Гигерман, женщине еврейского происхождения, сестре своего близкого друга. Примерно в это же время он сменил фамилию на Костелло. В 1915 году он отбыл 10 месяцев в тюрьме за незаконное ношение оружия. Освободившись, Костелло решил отойти от уличной преступности и перейти к серьёзным делам. Впоследствии он заявлял, что с того момента никогда не имел при себе оружия. Снова в тюрьму он попал через 37 лет.

## Восхождение к власти
После выхода из тюрьмы в 1915 году Костелло стал членом группировки под руководством Чиро «Артишокового Короля» Террановы. Группировка Террановы находилась в составе ещё более мощной банды братьев Морелло. В этот период Костелло знакомится с Чарли «Лаки» Лучано, который к тому времени уже был известен в криминальном мире. Они быстро стали деловыми партнёрами и друзьями. Кроме того, Костелло в паре с Лучано налаживает связи и партнерство со многими другими лидерами организованной преступности. В их числе Вито Дженовезе, Альберт Анастасиа (Анастазиа), Карло Гамбино, Фрэнк Скаличе, Томми «Трёхпалый Браун» Луккезе, Джо Адонис, а также старые друзья и партнёры Лучано Меер Лански и Бенджамин «Багси» Сигел. Партнеры занимались грабежами, ростовщичеством, вымогательством, контрабандой и незаконными азартными играми. Последнему Фрэнк Костелло уделял гораздо большее внимание, чем прочему. После введения сухого закона все они начали активно заниматься бутлегерством. В 1922 году Лучано, Костелло и часть их итальянских партнёров присоединились к семье, во главе которой на тот момент стоял Джо «Босс» Массериа. Впрочем, определённая доля самостоятельности у Лучано все же осталась.
После первых успешных дел, связанных с незаконным оборотом алкоголя, Лучано и Костелло установили деловые отношения с лидерами ирландских преступных группировок Оуни «Киллером» Мэдденом и Уильямом «Большим Биллом» Дуайером. Кроме того они установили партнёрство с Артуром Флегенхаймером (Голландец Шульц). В качестве финансиста, консультанта и посредника к ним присоединился Арнольд «Мозг» Ротштейн. Костелло вместе с ирландскими гангстерами сформировал бизнес-цепочку по производству, транспортировке и продаже алкогольных напитков. Весь процесс назывался «Combine». Несмотря на огромные прибыли от бутлегерства, Костелло продолжает активно заниматься игровым бизнесом. Карты, игровые автоматы, букмекерство, плавучие казино — развитию всего этого он уделял много внимания. Кроме нелегального, Костелло имел и вполне законный бизнес. Всегда стильно одетый, с хорошими манерами, Костелло не был похож на традиционного итальянского гангстера. Благодаря этому и готовности хорошо оплачивать различные услуги он легко налаживал связи с бизнесменами различного уровня, представителями власти и политиками. Так Фрэнк Костелло стал связующим звеном между мафией и политиками, особенно политиками Таммани-холл. Очень хорошо информированного, готового к конструктивному диалогу и несклонного к чрезмерному насилию Костелло нередко приглашали для улаживания всевозможных проблем.
В 1926 году Уильям Дуайер был отправлен в тюрьму за дачу взятки работникам Береговой охраны США. Таким образом, вся цепочка «Combine» перешла к Костелло и Оуни Мэддену. Это вызвало трения между ними и заместителем Дуайера Чарльзом «Вэнни» Хиггинсом. Хиггинс посчитал, что управлять цепочкой должен он, а не Костелло. Одновременно с этим Хиггинс вступил в конфликт с Артуром Флегенхаймером. В борьбе против Голландца Шульца к нему присоединились Джек «Легс» Даймонд и Винсент «Бешеный Пёс» Колл. Все эти события стали началом так называемых «манхеттенских пивных войн». Война длилась несколько лет, в результате союз Костелло, Мэддена, Шульца распался. В 1928 году был убит Арнольд Ротштейн, а в начале 1930-х годов были убиты Вэнни Хиггинс, Винсент Колл, «Легс» Даймонд и многие другие участники конфликта.

## Кастелламмарская война
Кастелламмарская война — это конфликт между семьей Джо Массериа и Сальваторе Марранцано. Формально альянс Лучано-Костелло находился на стороне Массериа. Однако фактически между ними и главой семьи давно зрело противоречие. Причина была в том, что Массериа был типичным «усатым Питом», то есть мафиози со старыми сицилийскими понятиями. Он требовал абсолютного подчинения, не желал, чтобы семья имела в качестве партнёров кого-либо, кроме итальянцев. К тому же всех итальянцев несицилийского происхождения он считал за второй сорт. И, самое главное, при распределении доходов он хотел, по мнению молодых гангстеров, слишком большую долю. Набравшие силу за время сухого закона молодые гангстеры приняли решение устранить Массериа и заключить с Марранцано мир. 15 апреля 1931 года Массериа был застрелен в ресторане «Nuova Villa Tammaro». После этого семья Массериа перешла под контроль Лучано. Однако Марранцано объявил себя «капо ди тутти капи», что крайне не понравилось молодым гангстерам. Понимая, что Марранцано по-прежнему представляет угрозу установившемуся перемирию, они решили устранить и его. 10 сентября 1931 года он был убит в своём офисе. Кастелламмарская война завершилась полной победой Лучано.

## Консильери
После окончания войны Лучано стал боссом семьи, Вито Дженовезе — подбоссом, а Фрэнк Костелло — консильери. Костелло сосредоточился на игорном бизнесе и вскоре стал одним из самых крупных добытчиков денег в семье. Примерно 25 тысяч игровых автоматов были установлены по всему Нью-Йорку. Кроме этого, Костелло получал доходы от букмекерства через своего партнёра Филиппа «Денди Фила» Кастела. В 1934 году мэр Нью-Йорка Фиорелло Ла Гуардиа приказал конфисковать игровые автоматы Костелло, разрушать и топить их в реке. Костелло предложил губернатору Луизианы Хьюи Лонгу разместить автоматы в его штате за 10 % прибыли. Лонг принял предложение, а Костелло был назначен смотрящим за игорным бизнесом в Луизиане. Букмекерские операции и игровые автоматы в Луизиане принесли Костелло миллионы. Считается, что Фрэнк Костелло и его смотрящий за букмекерством Фрэнк Эриксон первыми в Северной Америке начали применять систему расчета шансов и снижения рисков.
В 1936 году Лучано за организацию сети публичных домов был отправлен в тюрьму Клинтона, находящуюся в деревушке Даннемора. Лучано попытался руководить семьей из тюрьмы с помощью Костелло и Лански, но это оказалось трудной задачей. В конце концов Лучано назначил Вито Дженовезе исполняющим обязанности босса семьи. Однако в 1937 году Дженовезе был обвинен в убийстве и был вынужден покинуть США. Он укрылся в Неаполе, получив поддержку от Бенито Муссолини за 250 000 долларов. После этого Лучано назначил Фрэнка Костелло исполняющим обязанности босса.

## Босс
После отъезда Дженовезе в Италию Костелло получил полный контроль над семьей Лучано. Благодаря грамотному руководству Костелло и помощи капо Джо Адониса, Энтони Карфано и Майкла «Майка Спускового Крючка» Копполы теневые бизнесы работали без перебоев. Семья богатела год от года. Костелло придерживался принципа — «живи и позволяй жить другим». За годы пребывания на посту босса Костелло приобрел связи с политиками и властями больше, чем кто-либо из других боссов мафии. Публично он позиционировал себя как бизнесмена. И действительно, ему принадлежали компании по снабжению птичьих ферм, сеть мясных рынков и другие предприятия. Костелло принципиально не занимался наркоторговлей. Он считал, что деньги можно заработать и без этого. Такую позицию категорически не разделяли Вито Дженовезе и Лучано, торговавшие наркотиками с самого начала своей криминальной карьеры. В 1946 году, после того как Костелло использовал свои связи по делу Лучано, последнему изменили срок пребывания в заключении, а после этого депортировали в Италию. С этого момента Костелло стал неоспоримым боссом семьи.

## Костелло и психоанализ
Фрэнк Костелло является одним из двух боссов мафии, пользовавшихся услугами психиатра и психоаналитика. Вторым являлся Винсент Джиганте, который, в отличие от Костелло, просто симулировал нервно-психическое расстройство с целью избежать уголовного преследования. Впрочем, это не помешало властям отправить его в тюрьму, где он и умер. В 1940-х Костелло начали мучить страхи и бессонница, он часто находился в подавленном настроении. И все это на фоне благополучия и процветания семьи. Дело зашло настолько далеко, что Костелло пришлось обратиться к известному психиатру Ричарду Хоффману. Около двух лет он посещал сеансы психотерапии в офисе Хоффмана на Парк авеню. В конечном итоге это стало известно журналистам, а Хоффман в своём интервью признался, что Костелло — его пациент. Кроме этого он отметил, что порекомендовал своему клиенту «расширить круг знакомств в высшем обществе», больше заниматься благотворительностью и, по возможности, не давать повода для обвинения его в связях с организованной преступностью. Клиент, по его словам, последовал совету и преуспел. Костелло, узнав об интервью, немедленно разорвал все отношения с Хоффманом. По поводу же уточнения Хоффмана он сказал, что это он представил доктора «людям из высшего общества». После произошедшего Костелло прибегал к помощи врачей только по поводу телесных недугов.

## Возвращение Дженовезе и слушания Кефовера
В середине 40-х дело об убийстве, по которому проходил Вито Дженовезе, было закрыто, а сам он возвратился из Италии в Нью-Йорк. В семье ему предложили только должность капо, что вызвало его крайнее недовольство. После этого, сохраняя видимую лояльность Фрэнку Костелло, он стал постепенно перетягивать на свою сторону членов семьи, занимавшихся вымогательством, убийствами и тому подобным «силовым» бизнесом. Для смещения Фрэнка Костелло Дженовезе не хватало поддержки, как в самой семье, так и среди членов «Комиссии». От прямой же атаки на Костелло Дженовезе решил воздержаться, вследствие силы его подбосса Гуарино «Вилли Мура» Моретти, имевшего в своём распоряжении маленькую армию для силового решения проблем. К тому же Моретти приходился Костелло двоюродным братом. Дженовезе оставалось только выжидать удобного случая.
С мая 1950 по май 1951 года сенат США начал крупномасштабное расследование деятельности организованных преступных группировок. Расследование вошло в историю, как «Слушания Кефовера», названное по имени председателя следственной комиссии — сенатора от штата Теннесси Эстеса Кефовера. Вся страна могла наблюдать по телевизору шоу, устроенное гангстерами, сутенерами, букмекерами, политиками и адвокатами мафии, дающими показания. Часть лидеров организованной преступности отказалась явиться на слушания, сославшись на пятую поправку. Костелло, ставший к тому времени могущественной и уважаемой теневой фигурой, жаждал уважения и признания в высшем обществе. Поэтому он решил явиться на слушания. Это был ошибочный шаг. Несмотря на то, что Костелло был умелым переговорщиком, при показе его выставили гангстером № 1, к тому же своими ответами он привлек ненужное внимание как лично к себе, так и к делам «синдиката». Все это вызвало крайнее недовольство боссов других семей. На часть вопросов Костелло отвечать отказался. Когда ему задали вопрос: «Что вы сделали для своей страны, мистер Костелло, как добропорядочный гражданин?» Он ответил: «Заплатил налоги». В конце концов Костелло просто перестал являться на слушания.
В процессе слушаний, а особенно после них, у Костелло начались неприятности. Однако самой большой неприятностью стало вынужденное убийство Вилли Моретти. Дело в том, что к этому времени у Моретти вследствие застарелого сифилиса начались проблемы с психикой. Он стал странно себя вести, говорить слишком много. Это вызвало у многих авторитетных членов мафии серьёзные опасения за свою безопасность. Мафиозной комиссией было принято решение о «милосердном убийстве». Приговор был приведен в исполнение 4 октября 1951 года. Костелло же в августе 1952 года был осужден на 18 месяцев за неуважение к сенату во время слушаний. Освободившись через 14 месяцев, Костелло был обвинен в уклонении от уплаты налогов и приговорен к пяти годам тюремного заключения. После 11 месяцев заключения он был освобожден по апелляции. В 1956 году Костелло был снова осужден и отправлен в тюрьму, а в начале 1957 года вновь освобожден по апелляции.

## Попытка убийства
В 1956 году могущественный союзник Костелло Джо Адонис выбрал добровольную депортацию в Италию вместо длительного тюремного срока. Отъезд Адониса сильно ослабил Фрэнка Костелло. Тем не менее Дженовезе по прежнему требовалось нейтрализовать его другого союзника Альберта Анастазия. Однако обстоятельства сложились так, что Дженовезе пришлось сделать свой ход раньше рассчитанного. В мае 1957 года, вскоре после освобождения из тюрьмы, на Костелло было совершено покушение. Вечером, когда Костелло возвращался в свою квартиру на Манхэттене, он получил огнестрельное ранение головы. Киллер перед выстрелом сказал «Это тебе, Фрэнк». Костелло повернул голову на голос и это спасло ему жизнь. Пуля прошла по касательной, лишь разорвав кожу на голове. Киллер, которым был Винсент «Подбородок» Джиганте, посчитал Костелло мертвым и скрылся. После неудачного покушения Джиганте ударился в бега и специально сильно похудел, для изменения внешности. Костелло не стал говорить полиции, что узнал покушавшегося. После «слушаний Кефовера» он, в беседах с друзьями, неоднократно говорил, что теневой бизнес его утомил и ему хотелось бы уйти на покой. Понимая, что за Джиганте стоит Вито Дженовезе, который не остановится на полпути, он принял решение отойти от дел. Так Вито Дженовезе стал боссом семьи. А в октябре этого же года был убит Альберт Анастазия. Убийство так и осталось нераскрытым.

## Уход на покой
Костелло отошёл от руководства семьей, но сохранил доходы от игорного бизнеса в Луизиане и Флориде, а также легальный бизнес. Он жил на Манхэттене в пентхаузе гостиницы Уолдорф-Астория и в поместье в Сэндс-Пойнт. Периодически встречался со старыми партнёрами, давал консультации по бизнесу. Регулярно виделся с Меером Лански. В 1973 году он скончался от инфаркта миокарда. Похоронен на кладбище св. Майкла в Куинсе.

## Киновоплощения
- Джеймс Андроника — Гангстерские войны (1981)
- Том ла Груа — Крёстный Лански (1999)
- Виктор Арго — Джонни Райан
- Фёдор Фёдорович Шаляпин — Мой брат Анастазия
- Кармайн Кариди[англ.] — Багси (1991)
- Костас Мандилор — Гангстеры (1991)
- Кирк Балц[англ.] — Королевская рыба: История Хьюи П. Лонга (1995)
- Роберт Де Ниро - Мудрые парни (2025)

Персонаж Вито Корлеоне в книге и фильме Крёстный отец 1972 года является собирательным образом. Однако многие критики считают, что его основным прототипом является Фрэнк Костелло. Как и Костелло, Вито Корлеоне обладал обширными политическими связями, не одобрял наркоторговлю, предпочитая ей азартные игры. Марлон Брандо, сыгравший Вито Корлеоне, признавался, что он имитировал манеру говорить и голос Костелло, который запомнил во время просмотров слушаний Кефовера по телевизору. История психоаналитика и босса мафии (Костелло) нашла отражение в фильмах Анализируй это, Анализируй то, а также в телесериале Клан Сопрано.